# Domenico Elena
Domenico Elena (Genova, 23 dicembre 1811 – Genova, 19 marzo 1879) è stato un prefetto e politico italiano.

## Biografia
Indirizzatosi agli studi letterari li interrompe per affiancare il padre nel suo commercio di oli e vini, entrando in seguito a far parte della camera di commercio di Genova, di cui è stato anche presidente. Nel 1848 viene eletto deputato ma dopo circa un anno, durante il quale ha sostenuto Urbano Rattazzi rassegna le dimissioni per occuparsi a tempo pieno del comune genovese, cui è stato eletto consigliere e del quale diventa anche sindaco. Nominato senatore nel 1854 dal 1859 è governatore (prefetto) di Genova ed in seguito di Cagliari.